# Tần Lương Ngọc
Tần Lương Ngọc (chữ Hán: 秦良玉, 1574 -1648), tự Trinh Tố, người Trung Châu, Tứ Xuyên, là nữ danh tướng kháng Thanh cuối đời nhà Minh.
Bà là một phụ nữ thuộc dân tộc Hán, nhưng thay chồng đảm nhiệm chức Thổ ti của khu vực tự trị Thổ Gia Thạch Trụ hơn 30 năm, ở trong quân ngũ hơn 40 năm, là nữ tướng quân duy nhất được ghi lại trong 24 bộ sử Trung Quốc.

## Xuất thân
Cha của Tần Lương Ngọc là Tần Quỳ, xuất thân Cống sinh. Từ nhỏ bà đã chịu ảnh hưởng sâu đậm tư tưởng phong kiến "cầm can qua bảo vệ xã tắc" của gia đình, theo cha thao luyện võ nghệ, diễn tập trận pháp, sớm tỏ ra "giàu can đảm mưu trí, giỏi cưỡi ngựa bắn cung, tinh thông thao lược, khéo làm thơ từ, dáng cách nhàn nhã, mà còn tiết chế bản thân rất nghiêm ngặt" . Tần Quỳ từng nói với bà: "Đáng tiếc con lại là con gái, nếu không, ngày sau nhất định làm quan phong hầu." Bà đáp: "Ví như con được nắm binh quyền, quyết không kém Bình Dương công chúa  và Tiển phu nhân ."
Căn cứ vào mãng bào Lam đoạn bình kim tú (thân áo dài 171 cm, tay áo dài 96,5 cm) của Tần Lương Ngọc được chuyển từ Văn hóa quán của huyện Thạch Trụ đến Trùng Khánh bác vật quán, ước đoán bà cao đến 1m86.

## Tổ chức "Bạch Can binh"
Năm Vạn Lịch thứ 23 (1595), bà được gả cho Thạch Trụ tuyên phủ sứ (Thổ ti) Mã Thiên Thừa, dòng dõi Phục Ba tướng quân Mã Viện nhà Hán. Bà nói riêng với chồng rằng: "Nay thiên hạ nhiều việc, Thạch Trụ giáp giới Kiềm, Sở, Thục, không thể không luyện binh làm kế tự bảo vệ. Vả lại đàn ông nên lập công muôn dặm, kế thừa tên tuổi của Tân Tức hầu (chỉ Mã Viện), sao lại giữ mãi một nơi nhỏ mọn làm gì?" Thiên Thừa đồng ý.
Hai vợ chồng cùng nhau tổ chức nên một đội quân tinh nhuệ, xa gần đều kiêng dè. Binh sĩ Thạch Trụ đặc chế một loại trường mâu, đầu có dạng móc, đuôi có hình tròn, khi gặp địa hình núi non hiểm trở, người trước có thể chèo kéo người sau mà đi, nhanh nhẹn như vượn. Họ đều dùng loại gỗ trắng, không sơn đen làm cán mâu, nên được người đời gọi là "Bạch Can binh".
Mã Thiên Thừa "cùng vợ cầm quân, không có hiệu lệnh nào không bàn với trước với bà. Bộ hạ của ông ta đều kính sợ bà, không dám ngước lên nhìn. Mà bà lại rất hòa nhã dịu dàng, kẻ sĩ đều vui lòng làm việc cho bà. Những việc như thế này, sử cũ chưa từng ghi chép" .

## Tham gia dẹp loạn Dương Ứng Long
Năm Vạn Lịch thứ 27 (1599), thổ ti ở khu vực Bá Châu là Dương Ứng Long (1551 – 1600) khởi nghĩa, liên tục chiếm được các địa phương chiến lược trọng yếu Trùng Khánh, Lư Châu,… vây đánh Thành Đô. Mã Thiên Thừa soái 3000 quân Thạch Trụ tòng chinh, làm tròn nghĩa vụ của một thổ ti địa phương.
Tần Lương Ngọc cũng thống lĩnh 500 binh sĩ tinh nhuệ, tự chuẩn bị ngựa nghẽo quân nhu, cùng Phó tướng Chu Quốc Trụ chẹn giữ ở Đặng Khảm , giương cung múa kiếm chém giết nghĩa quân. Tổng đốc Lý Hóa Long lấy làm lạ lùng, tặng cho bà một tấm ngân bài, trên mặt có 4 chữ "nữ trung trượng phu" để biểu dương.
Ngày 2 tháng 1 năm Vạn Lịch thứ 28 (1600), nghĩa quân nhân lúc quan quân có tiệc, tập kích vào ban đêm. Quan quân nhà Minh đang lúc say sưa vui vẻ, nên thảng thốt bỏ chạy. May mà vợ chồng Mã Thiên Thừa sớm có đề phòng, nghiêm cấm Bạch Can binh không được uống rượu, suốt đêm cầm mâu mặc giáp, trông giữ những chỗ hiểm yếu. Hai vợ chồng lập tức chỉ huy Bạch Can binh đánh trả, nghĩa quân trước thắng sau thua, bị trường mâu kéo ngã vô số, quay mình bỏ chạy. Vợ chồng Mã Thiên Thừa đuổi theo không tha, vào tận sào huyệt của nghĩa quân, phá được trại Kim Trúc, Minh Nguyệt quan, Đại Than quan… liên tiếp 7 nơi, đến thẳng Tang Mộc quan, sào huyệt cuối cùng của Dương Ứng Long.
Quân Minh ồ ạt đến tập kết, cùng đánh Tang Mộc quan. Do núi non hiểm trở, quan quân nhà Minh mặc giáp trụ nặng nề, đành bó tay hết kế. Khi đó, Bạch Can binh hiển lộ tài năng trèo non vượt núi cao siêu, phối hợp với quân đội của các thổ ti địa phương, một trận phá tan cửa quan hiểm trở. Quan quân nhà Minh tiến vào, chém giết nghĩa quân máu chảy thành sông, Dương Ứng Long trong cơn hoảng loạn, treo cổ tự vẫn.
Lần bình loạn này, vợ chồng Mã Thiên Thừa lập chiến công bậc nhất trong các thổ ti của cánh quân lộ Nam Xuyên, nhận được ngân bài cùng các thứ gấm vóc khen ngợi của triều đình. Nhưng Tần Lương Ngọc không tỏ ra đắc ý, cũng không nhắc đến công lao của mình. Hai vợ chồng quay về cuộc sống thường ngày ở Thạch Trụ.

## Chi viện Liêu Đông
Tháng 8 năm Vạn Lịch thứ 41 (1613), có người trong bộ lạc tố cáo Mã Thiên Thừa khai mỏ, triều đình bắt ông ta giam vào ngục Vân Dương, rồi bệnh mất ở đấy . Đây thực chất là do Giám thuế thái giám Khâu Thừa Vân muốn vòi của hối lộ, nhưng Mã Thiên Thừa cậy mình có công với triều đình, không chịu, nên Khâu thái giám tìm người ngụy tạo tội danh, hãm hại Mã Thiên Thừa. Tần Lương Ngọc lấy đại nghĩa làm trọng, không tỏ thái độ chống đối, triều đình cũng xác nhận Mã Thiên Thừa vô tội. Sau khi tẫn liệm cho chồng, theo chế độ thế tập dành cho thổ ti, cha truyền con nối, con nhỏ mẹ chế, bà nhậm chức Thạch Trụ tuyên phủ sứ.
Tháng 6 năm Vạn Lịch thứ 48 (1620), quân Hậu Kim xâm nhập Liêu Đông, triều đình kêu gọi cả nước tòng chinh viện Liêu, Tần Lương Ngọc một mặt sai anh trai Bang Bình, em trai Dân Bình soái 5000 Bạch Can binh đi trước, một mặt tự mình đếm ngựa kiểm lương, đảm bảo việc cung ứng hậu cần. Vì việc này, nhà Minh ban cho bà quan phục tam phẩm. Bang Bình, Dân Bình sau khi đến Liêu Dương, phụng mệnh trấn thủ khu vực phụ cận Hồn Hà ở tây nam Thẩm Dương.
Tháng 3 năm Thiên Khải đầu tiên (1621), quân Hậu Kim vây khốn Thẩm Dương. Bọn Bang Bình phụng mệnh chi viện, quân đến Hồn Hà, được tin Thẩm Dương thất thủ, các cánh quân đều căm giận mà thở dài, Bạch Can binh ra roi quất ngựa, dũng mãnh vượt sông. Họ vừa lập doanh trại ở phía bắc cầu, đã gặp quân địch 4 mặt tập kích, cùng hơn 1 vạn quân bạn chống lại mấy vạn quân địch, giết được vài ngàn quân địch. Trong lúc ác chiến, chủ lực quân địch đến kịp, quân Minh ít không chống nổi nhiều, Bang Bình soái bộ hạ liều mạng đánh giết, cùng hơn ngàn binh sĩ bỏ mình trên sa trường, Dân Bình bị thương, đột vây thoát hiểm. Đây là lần thứ nhất huyết chiến đầu tiên của 2 nước Minh – Hậu Kim ở Liêu Tả . Binh bộ thượng thư Trương Hạc Minh tấu rằng: "Hồn Hà huyết chiến, lấy được mấy ngàn đầu giặc, thật là công của 2 ngài Thổ ti Thạch Trụ, Dậu Dương". Sau trận này, Bạch Can binh nổi tiếng khắp nơi, Bang Bình được vua Thiên Khải truy tặng đô đốc thiêm sự, lập từ để cúng tế.
Tháng 4 cùng năm, nghe tin anh trai hy sinh, Tần Lương Ngọc làm ra 1500 bộ áo ấm, cấp cho binh sĩ Thạch Trụ, tiếp đó lại tự mình thống lĩnh 3000 quân tinh nhuệ cùng con trai Mã Tường Lân lên bắc, trấn thủ Du quan , ở khu vực phụ cận gặp quân Hậu Kim. Trong lúc giao chiến, mắt của Mã Tường Lân bị trúng tên, anh ta nhổ tên mà tiếp tục đánh giết, quân địch sợ hãi thối lui, nên được trong quân gọi là "Triệu Tử Long", "Tiểu Mã Siêu". Vua Thiên Khải nghe tin, ban cho tấm biển "trung nghĩa khả gia", phong Mã Tường Lân làm Chỉ huy sứ, phong Tần Lương Ngọc làm Cáo mệnh phu nhân, được mặc quan phục nhị phẩm, rồi mệnh cho bà về Xuyên lấy thêm 2000 quân đến tăng viện.

## Tham gia dẹp loạn Xa Sùng Minh
Tháng 9, Vĩnh Ninh tuyên phủ sứ Xa Sùng Minh mượn danh nghĩa chi viện Liêu Đông, đưa quân chiếm cứ Trùng Khánh, rồi vây đánh Thành Đô. Gặp lúc Tần Lương Ngọc và em trai Dân Bình về Xuyên, Xa lấy cớ là thổ ti láng giềng, cho người mang vàng lụa đến xin kết minh. Bà lập tức chém chết sứ giả, rồi phái em trai Dân Bình cùng hai con trai của Bang Bình là Dực Minh, Củng Minh thuận dòng lên phía tây, vượt Du Thành, bất ngờ đến dưới Nam Bình quan, chặn đường về của phản quân. Nhân trời tối, Bạch Can binh đột kích thủy quân của địch đóng trại trên Trường Giang và sông Gia Lăng, thiêu hủy toàn bộ thuyền hạm của chúng. Đồng thời Tần Lương Ngọc chia quân giữ Trung Châu, cấp báo cho quan quân nhà Minh ở Quỳ Châu bí mật bố phòng, ngăn cản phản quân men sông tiến xuống phía đông. Phản quân ra đánh, lập tức thất bại. Bà tâu lên công lao của họ, cất nhắc Dân Bình làm Tham tướng, Dực Minh, Củng Minh làm Thủ bị.
Do Xa Sùng Minh vây đánh Thành Đô rất gấp, tuần phủ Chu Tiếp Nguyên truyền hịch cho bà thảo phạt. Khi ấy, các thổ ti đều tham của đút lót, không có hành động gì.
Năm Thiên Khải thứ 2 (1622), Bạch Can binh tiến lên phía tây, giành lại Tân Đô, hướng về Thành Đô, phản quân bèn giải vây mà đi. Tần Lương Ngọc đưa quân quay về đánh Nhị Lang quan, Dân Bình trèo lên cửa quan đầu tiên. Sau đó, họ phá được Phật Đồ quan, giành lại Trùng Khánh. Triều đình phong cho bà làm đô đốc thiêm sự, thêm quan hàm Tổng binh, Mã Tường Lân làm Nghi úy sứ, Dân Bình tiến chức làm Phó tổng binh, Dực Minh, Củng Minh làm tham tướng. Tần Lương Ngọc càng thêm cảm kích, đưa Bạch Can binh trước sau chiếm được mấy sào huyệt lớn của phản quân là Hồng Nhai đôn, Quan Âm tự, Thanh Sơn đôn.
Tháng 5 năm Thiên Khải thứ 3 (1623), phản quân Xa Sùng Minh thất bại, nhà Minh tuyên bố chiến tranh bình loạn kết thúc. Vì bà có công chi viện Quý Châu , nên được ban vài đồng tiền vàng.
Tháng 6, Tần Lương Ngọc dâng sớ lên triều đình, phản đối quan quân trong khi tác chiến, tỏ thái độ xem thường quân đội địa phương. Nhà Minh muốn lấy lòng các lực lượng địa phương như Thạch Trụ, vua Thiên Khải ban chiếu vỗ về, rồi hạ lệnh các quan văn võ đối với Tần Lương Ngọc đều phải lấy lễ mà đãi, không được nghi kỵ.
Cùng năm, Tần Dân Bình theo tuần phủ Vương Tam Thiện chiến đấu ở Lục Quảng. Tháng giêng năm Thiên Khải thứ 4 (1624), trong lúc lui quân bị địch tập kích, Dân Bình tử trận, hai con trai Tá Minh, Tộ Minh thoát được, đều bị trọng thương. Tần Lương Ngọc báo lên, triều đình truy tặng Dân Bình làm đô đốc đồng tri, lập từ để cúng tế, phong quan cho hai con trai. Lúc này, Dực Minh, Củng Minh đã làm đến Phó tổng binh.

## Chi viện kinh sư
Năm Sùng Trinh thứ 3 (1630), Hoàng Thái Cực không vào được Du quan, bèn đưa 10 vạn quân tóc đuôi sam men theo Trường Thành, từ Hỉ Phong khẩu tiến vào, sau khi chiếm được Tuân Hóa, tiến đến phía ngoài thành Bắc Kinh, liên tiếp chiếm được 4 thành Vĩnh Bình, triều đình nhà Minh chấn động. Tần Lương Ngọc nhận được chiếu thư Cần vương, lập tức cất quân, ngày đêm lên đường, đến đóng quân ở Tuyên Vũ môn.
Khi ấy, các lộ quân Cần vương cả thảy có hơn 20 vạn, nhưng đều khiếp sợ quân đội Bát Kỳ của Mãn Châu, không ai dám đi đầu ra đánh. Bạch Can binh tuy chỉ có mấy ngàn, chẳng những không e dè người Mãn Châu, ngược lại quân Bát Kỳ nghe tiếng reo hò xung sát của Bạch Can binh, nhớ lại trận huyết chiến Hồn Hà thì khiếp vía. Hoàng Thái Cực vì chưa chiếm được Du quan, lo sợ bị cắt mất đường về, buộc phải lui quân.
Sau khi quân Hậu Kim ra khỏi Trường Thành, vua Sùng Trinh triệu kiến Tần Lương Ngọc ở Bình Đài, xuống chiếu khen ngợi, sắc phong Nhất phẩm phu nhân, gia phong Thiếu bảo, đeo ấn Trấn đông tướng quân; ban cho tiền, lụa và rượu ngự, rồi làm 4 bài thơ để biểu dương công lao của bà. Đây là vinh dự chưa từng có đối với một thủ lĩnh địa phương ở biên thùy tây nam trong lịch sử Trung Quốc. Tại ngõ Tứ Xuyên Doanh, Tuyên Vũ môn, Bắc Kinh ngày nay vẫn còn di chỉ nơi đóng quân của bà. Trên cửa có 12 chữ: "Thục nữ giới vĩ nhân Tần thiếu bảo trú binh di chỉ".
Năm Sùng Trinh thứ 6 (1633), bà từ kinh sư trở về, chuyên trách việc phòng vệ Xuyên Đông. Mã Tường Lân (con trai), Trương Phượng Nghi (con dâu), Tần Dực Minh (cháu trai) ở lại kinh sư.

## Tham gia đánh dẹp khởi nghĩa nông dân
Năm Sùng Trinh thứ 7 (1634), Trương Hiến Trung vào Xuyên, Tần Lương Ngọc cùng con trai Mã Tường Lân đúng lúc về Xuyên, trước sau giáp kích, đánh bại Trương ở Quỳ Châu (nay là Phụng Tiết), khiến ông ta phải bỏ chạy đến Hồ Quảng.
Năm Sùng Trinh thứ 13 (1640), "Tào Tháo" La Nhữ Tài tiến vào Vu Sơn, Tần Lương Ngọc lĩnh binh đón đánh. La bất ngờ tập kích Quỳ Châu, lại bị bà đuổi đánh. Không lâu sau, Tần Lương Ngọc soái binh đón đánh quân nông dân của La Nhữ Tài ở Mã gia trại, giết kiêu tướng "Đông Sơn hổ" của ông ta, chém được hơn 600 thủ cấp. Bà thừa thắng cùng quân Minh liên tiếp đánh bại quân nông dân ở Đàm gia bình, Tiên Tự lĩnh, cướp đi cờ soái và bắt sống phó thủ lĩnh "Tháp thiên" của La Nhữ Tài. Qua mấy trận đánh, Bạch Can binh giết gần 1 vạn người, bắt được xe cộ lừa ngựa vô số.
Năm Sùng Trinh thứ 14 (1641), đốc sư Dương Tự Xương dồn quân nông dân vào Xuyên, Tứ Xuyên tuần phủ Thiệu Tiệp Xuân chỉ có 2 vạn quân để giữ Trùng Khánh, hoàn toàn dựa vào lão tướng "Thần nỗ tướng" Trương Lệnh và 3 vạn quân Thạch Trụ của Tần Lương Ngọc mới đến Quỳ Châu. Thiệu Tiệp Xuân lệnh cho bà dời đến gần Trùng Khánh, cùng Trương Lệnh đóng quân ở vùng khu cận làm thế ỷ giốc. Không lâu sau, Thiệu lại rút đi 1,5 vạn quân Thạch Trụ, chuyển vào Trùng Khánh, hợp sức với quan quân cố thủ thành trì.
Tần Lương Ngọc biết rằng kế sách này rất sai lầm, nhưng không dám trái lệnh. Khi ấy Miên Châu tri châu Lục Tốn Chi bãi quan về nhà, Thiệu Tiệp Xuân sai ông ta đến kiểm tra doanh lũy; Lục thấy quân đội của bà rất chỉnh tề, lấy làm lạ. Tần Lương Ngọc nhân đó đặt tiệc rượu, bày tỏ với Lục Tốn Chi: "Thiệu công không biết dùng binh. Ông ấy giữ tôi ở gần, mà phái Trương Lệnh giữ một dải Hoàng Nê oa, để mất địa lợi. Quân giặc ngồi cả trên những đỉnh núi Quy, Vu, nhòm xuống doanh lũy của quân ta. Ví như bọn chúng từ trên cao đánh xuống, thừa thế tấn công quân ta, Trương Lệnh ắt thua. Trương Lệnh thua rồi, sẽ đến lượt tôi. Tôi đã thua rồi, còn ai có thể cứu nguy cho Trùng Khánh?" Lục Tốn Chi kinh hãi, hỏi kế, bà đáp: "Lúc này Thiệu công không thể ngồi mà giữ thành, nên ‘tiên phát chế nhân’, cùng quân giặc tranh giành những vị trí hiểm yếu." Lục lập tức quay về báo lại với Thiệu Tiệp Xuân, Thiệu biết sai nhưng không kịp sửa.
Ngày 5 tháng 10, nghĩa quân Trương Hiến Trung trước tiên nhắm vào quân Minh trong Hoàng Nê oa, phát động tấn công ở Thổ Địa lĩnh , giết hơn ngàn người. Hôm sau, thủ hạ của Trương là Lý Định Quốc bắn chết "Thần nỗ tướng" Trương Lệnh ngay trong trận, Tần Lương Ngọc đưa quân đến cứu nhưng thất bại. Toàn quân của Trương Lệnh và 3 vạn thủ hạ của Tần Lương Ngọc đều mất sạch, chỉ còn Tần Lương Ngọc một ngựa chạy về Trùng Khánh, bình sinh chưa từng gặp phải thảm bại như lần này.
Kế hoạch vây diệt nghĩa quân của Dương Tự Xương hoàn toàn phá sản, 32 cửa ải trên một dải giao giới 2 tỉnh Xuyên, Ngạc rơi vào tay nghĩa quân, đất Thục đại loạn. Tần Lương Ngọc vẫn không vì tổn thất nặng nề mà nản lòng, nói với Thiệu Tiệp Xuân: "Sự tình nguy cấp, tôi vẫn còn sĩ tốt ở quê nhà, khoảng 2 vạn người. Tôi có thể tự cung ứng có 1 vạn, còn lại thì triều đình cung ứng. Nếu như bố trí thỏa đáng, thì vẫn có thể đối phó với quân giặc." Thiệu Tiệp Xuân không nghe, bà than thở mà trở về. Tình hình Tứ Xuyên trở nên tan nát không thể cứu vãn, không chỉ có nghĩa quân Trương Hiến Trung mà còn có Diêu, Hoàng thập tam gia  hoành hành dữ dội, tàn hại nhân dân. Thiệu Tiệp Xuân không lâu sau bị hạ ngục, uống thuốc độc tự sát.

## Tận trung với nhà Minh
Năm Sùng Trinh thứ 17 (1644), Lý Tự Thành tiến vào Bắc Kinh, vua Sùng Trinh tự sát. Tin tức truyền đến, Tần Lương Ngọc cảm ơn sâu của Sùng Trinh, mặc tang phục, khóc đến ngất đi.
Lúc này nghĩa quân Trương Hiến Trung đã chiếm được một vùng đất rộng lớn, muốn quay lại đánh Tứ Xuyên. Tần Lương Ngọc trình lên Tứ Xuyên tuần phủ Trần Sĩ Kỳ "Toàn Thục hình thế đồ", hi vọng ông ta tăng quân cố thủ 13 cửa ải hiểm yếu của đất Thục, nhưng Trần không nghe. Bà không nản lòng, kiến nghị với Tứ Xuyên tuần án Lưu Chi Bột, Lưu đồng ý, những ông ta lại không có quân để phát đi. 10 vạn quân của Trương Hiến Trung đến đánh Quỳ Châu, Tần Lương Ngọc đến chi viện, nhưng đôi bên ít nhiều quá khác biệt, bà thất bại trở về.
Sau đó Trương Hiến Trung chiếm lĩnh hầu hết đất Thục, kiến lập chính quyền Đại Tây, chỉ còn Tuân Nghĩa, Lê Châu và khu vực Thạch Trụ của Tần Lương Ngọc là chưa quy phục. Thổ ti các nơi đều sợ hãi tiếp nhận ấn tín của chính quyền Đại Tây, Tần Lương Ngọc cũng nhận được ấn tín, bà ngồi trên mình ngựa, trước mặt mọi người, hủy nó đi, khẳng khái nói rằng: "2 người anh em của tôi đều chết vì việc nước, tôi là một người đàn bà yếu đuối chịu ơn nước đã 20 năm, ngày nay không may đi đến bước này, chẳng lẽ lại dùng mấy năm cuối đời làm việc cho nghịch tặc? Đất Thạch Trụ nếu có ai đi theo giặc, cả họ sẽ giết hắn!"
Không lâu sau, tin tức từ Ngạc truyền đến, vợ chồng Mã Tường Lân ở Hồ Quảng chống quân nông dân Đại Thuận, tử trận tại Tương Dương. Trước khi chết, Tường Lân gửi thư cho mẹ tỏ ý quyết sống chết với Tương Dương, Tần Lương Ngọc rất hài lòng.
Dù vẫn giữ liên hệ với các chính quyền Hoằng Quang, Long Vũ, Vĩnh Lịch của nhà Nam Minh, nhưng Tần Lương Ngọc ở nơi sơn cùng thủy tận, không thể làm nên việc gì to tát. Năm Vĩnh Lịch thứ 2 (1648), vua Vĩnh Lịch đang luân lạc ở Tây nam phái người đến gia phong cho bà làm Thái tử thái phó, trao chức Tứ Xuyên chiêu thảo sứ. Tần Lương Ngọc bệnh nặng nằm trên giường đã lâu, vẫn gượng dậy để nhận chiếu. Vài ngày sau, bà mất ở lầu Ngọc Âm, phủ Đại đô đốc, hưởng thọ 75 tuổi, thụy là Trung Trinh.
Cháu nội Mã Vạn Niên an táng bà ở núi Hồi Long, cách huyện Thạch Trụ 3 km về phía đông . Năm Thuận Trị thứ 16 (1659), Vạn Niên quy phụ nhà Thanh.

## Đánh giá
Trong Cách mạng văn hóa, Hồng vệ binh quật mộ của bà, lấy lý do:
- Tần Lương Ngọc là thổ ti, xuất thân "phong kiến phản động".
- Tần Lương Ngọc chống lại quân "khởi nghĩa nông dân" của Trương Hiến Trung.

Xét ra, Tần Lương Ngọc ở trong khu tự trị Thổ Gia hơn 50 năm, một lòng hướng về triều đình trung ương; hơn nữa, quân nổi dậy di chuyển liên tục nhằm trốn tránh quan quân, đi đến đâu cũng cướp bóc, bắt bớ để bổ sung vật lực, nhân lực, các khu tự trị lấy nhiệm vụ bảo vệ bộ tộc đặt lên hàng đầu, thì tiến hành chống lại là lẽ đương nhiên.
Anh trai, em trai, con trai và con dâu của bà đều hy sinh trên chiến trường. Tần Lương Ngọc thắng không kiêu, bại không nản; dốc tiền của, liều tính mạng mấy lần phò tá quốc nạn, đến chết vẫn không khuất phục, không đầu hàng nhà Thanh. Thật là phá gia tuẫn quốc, tận trung tận nghĩa, trong lịch sử có rất ít người sánh được với bà.
Quách Mạt Nhược tán tụng Tần Lương Ngọc: "Một vị nữ tướng không sợ chết không yêu tiền như bà, trong lịch sự thật sự rất ít."
Hồ Thích cũng viết: "Lịch sử Trung Quốc có Hoàng Đế mở mang cơ nghiệp, có Minh Thái Tổ đánh đuổi giặc Hồ, có Khổng Tử, có Nhạc Phi, có Ban Siêu, có Huyền Trang, văn học có Lý Bạch, Đỗ Phủ, nữ giới có Tần Lương Ngọc, Mộc Lan; những người ấy mãi mãi được quốc dân chúng ta nhớ đến."
Phùng Ngọc Tường: "Tưởng nhớ Hoa Mộc Lan, học tập Tần Lương Ngọc."

## Tác phẩm liên quan

### Kịch
- Tạp kịch: Đổng Dong, "Chi kham ký"; Trần Lãng Chi "Thục cẩm bào"
- Kịch lịch sử: Hứa Hồng Bàn (nhà Thanh), "Nữ Vân đài"
- Kinh kịch: "Tần Lương Ngọc", Thượng Tiểu Vân nhận vai Tần Lương Ngọc, năm 1925 có đến trăm buổi biểu diễn; "Đào hoa mã thượng thỉnh trường anh", Diệp Thịnh Lan tiên sanh, Tôn Minh Châu nhận vai Tần Lương Ngọc; "Tần Lương Ngọc", Từ Lộ nhận vai Tần Lương Ngọc; "Tần Lương Ngọc", Diệp Tử nhận vai Tần Lương Ngọc
- Dự kịch: "Tần Lương Ngọc", "Tần Lương Ngọc tục tập", nữ hoàng Dự kịch Đài Loan Vương Hải Linh nhận vai Tần Lương Ngọc
- Xuyên kịch: "Tần Lương Ngọc", "Cát bào khí tụ"
- Thoại kịch: vào thời Dân quốc, đạo diễn Dương Thôn Bân làm vở "Tần Lương Ngọc" tuyên truyền kháng Nhật

### Từ khúc
- Tiền Mai (nhà Thanh), "Kim lũ khúc - Đề Tần Lương Ngọc tượng"
- Cù Hiệt (nhà Thanh), "Kim lũ khúc - Vu dịch Thạch Trụ yết Tần phu nhân miếu"
- Vương Chi Xuân (nhà Thanh), "Vô song phổ bổ - trung nghĩa kì (Tần Lương Ngọc)"
- Thẩm Mộng Đường (nhà Thanh), "Bát mĩ từ - Tần Lương Ngọc"
- Liệt sĩ Thu Cấn (1875-1907), "Mãn giang hồng"

### Điện ảnh
- Năm 1931, Bặc Vạn Thương đạo diễn phim tình cảm "Tần Lương Ngọc"
- Năm 1940, Bặc Vạn Thương đạo diễn phim tuyên truyền kháng Nhật "Tần Lương Ngọc"
- Năm 1953, Cố Văn Tông đạo diễn phim lịch sử "Tần Lương Ngọc" ở Hương Cảng, Bặc Vạn Thương đạo diễn phim "Tần Lương Ngọc" ở Đài Loan
- Năm 1973, Bặc Vạn Thương đạo diễn phim Dự kịch "Tần Lương Ngọc" ở Đài Loan

### Phim truyền hình
- "Tần Lương Ngọc", "Thất kiếm Thục kiêu", hãng Hoa thị
- "Truyền kỳ nữ tướng Tần Lương Ngọc", hãng Hạo Thiên Ảnh thị

### Tiểu thuyết
- Văn Công Trực, tiểu thuyết võ hiệp "Nữ kiệt Tần Lương Ngọc diễn nghĩa"
- Tác giả trên mạng Mộng Nhập Thần Cơ, tiểu thuyết huyền ảo "Hắc sơn lão yêu"
- "Trung Quốc lịch đại danh nữ - kì nữ truyện", "Nữ soái Tần Lương Ngọc truyền kỳ", Nhà xuất bản Văn Nghệ Tứ Xuyên
- Thời Dân quốc có "Minh đại nữ tướng Tần Lương Ngọc"
- Tác giả người Thổ Gia là Tôn Nhân, tiểu thuyết lịch sử "Tần Lương Ngọc"
- Lâm Tử Quân (Đài Bắc), "Trung nghĩa anh hùng truyện"
- Nữ nhà văn quân đội Tạ Băng Oánh (1906-2000), tiểu thuyết thông tục "Tần Lương Ngọc", Đài Bắc chánh trung thư cục, 1966
- Ngô Sí Xương (nhà Thanh), "Khách song nhàn thoại tục tập - Tần Lương Ngọc" trong "Trung Quốc cổ điển văn học danh trứ cố sự"
- "Cổ mính tập" trong "Nữ liêu trai chí dị"

### Hội họa
- Tranh liên hoàn "Tần Lương Ngọc" được xuất bản bởi Dân Chúng thư điếm vào năm 1936 thời Dân quốc, tháng 3 năm 1949 được tái bản.

### Văn học yêu nước
- "Cảnh thế chung" của Trần Thiên Hoa lấy Tần Lương Ngọc làm mô phạm, khuyến khích phái nữ cũng cần có chí hướng cứu nước.

### Sách giáo khoa
- Sách giáo khoa Ngữ văn tiểu học, quyển 4, Trung Hoa thư cục xuất bản vào ngày 5 tháng 4 năm 1912 (năm Dân quốc đầu tiên)
- Sách giáo khoa Cao trung Đài Loan

### Thơ
- Dương Thiên Lý biên tập, "Nữ tử tân độc bản", Văn Minh thư cục, 1904

### Video games
- Tần Lương Ngọc xuất hiện trong game mobile RPG có tên là Fate/Grand Order (Nhật Bản) với vai trò như một servant class Lancer